# Stephania glandulifera
Stephania glandulifera är en tvåhjärtbladig växtart som beskrevs av John Miers. Stephania glandulifera ingår i släktet Stephania och familjen Menispermaceae. Inga underarter finns listade i Catalogue of Life.